# David (Makuria)
David, arabisch Dawud; war ein nubischer König, der von etwa 1268 bis 1272 (nach anderen Quellen bis 1275/76) das Reich von Makuria regierte. Die Ereignisse um diesen und die folgenden nubischen Herrscher sind vor allem durch den arabischen Historiker Ibn Chaldun bezeugt.
Nach Ibn Chaldun kam um 1272 (oder 1276) der nubische König Mintashkil (sein Name erscheint in den Quellen in ganz verschiedenen Schreibungen und es ist zweifelhaft, ob er wirklich ein König war) nach Kairo und bat bei Sultan Baibars I. um Hilfe gegen seinen Neffen David, der die Macht an sich gerissen habe. Von einem David ist aus verschiedenen Quellen bekannt, dass er 1272 die Hafenstadt Aidhab am Roten Meer angegriffen hatte und viele Gefangene und reiche Beute von dort zurückbrachte. 1275 plünderten die Nubier – von König David persönlich angeführt – Assuan und zerstörten die Wasserräder (Sakiyas) am Nil, die Grundlage der ägyptischen Landwirtschaft. Sie machten wiederum viele Gefangene und plünderten die Warenhäuser. Dies ist eines der wenigen Male, dass eine nubische Armee aktiv Ägypten angriff. Es handelte sich beidesmal vermutlich um denselben König David, möglicherweise auch um Vater und Sohn.
Die Ägypter hielten das Hilfegesuch um die Thronstreitigkeiten für eine günstige Gelegenheit, um in Nubien einzumarschieren. Im Januar 1276 entsandte Baibars von Kairo eine Armee aus 300 mamlukischen Reitern, Infanterie und arabischen Beduinen, die sich als Hilfskräfte anschlossen. Die Expedition zog auf beiden Seiten des Nil, streckenweise mit Booten flussaufwärts. Es kam zu Schlachten bei Gebel Adda (in arabischen Quellen Daw) und auf der Insel Meinarti (beim heutigen Wadi Halfa). Am 31. März 1276 erreichten die Soldaten Alt Dunqula, wo die endgültige Schlacht stattfand und die Nubier fliehen mussten. Die ägyptischen Truppen brannten Teile der Stadt nieder, darunter eine Kirche, die König David zur Erinnerung an den Sieg in Aidhab errichtet hatte. David floh zunächst auf die Westseite des Nil, dann zum König von al-Abwab. Sein Bruder Sanko und die königlichen Frauen gerieten in ägyptische Gefangenschaft. Die Ägypter platzierten daraufhin Schekanda auf den Thron von Makuria, der sich der Oberhoheit des Sultans unterwarf. Dies war ein bedeutender Rückschlag für die Christen in Nubien. Ab dieser Zeit verlor Makuria seine Eigenständigkeit und wurde zum Spielball der Sultane, die immer wieder in die Politik des Staates eingriffen.
Die mamlukischen Truppen kehrten am 2. Juni 1276 nach Kairo zurück. Als Beute brachten sie 10.000 nubische Sklaven mit, die jeder auf dem Markt von Kairo für drei Dirham verkauft wurden. Mit in die Gefangenschaft waren auch 20 Prinzen der königlichen Familie von Dunqula geraten. Am 27. Juni trafen König David und sein Bruder Sanko in Fußschellen in Kairo ein. David war vom König von al-Abwab ausgehändigt worden.
Der König wird in einer Inschrift in einer Kirche von Banganarti genannt. Er wird auch in einer ausgemalten Kammer in Alt Dunqul genannt, die 2023 gefunden wurde, und ist dort auch dargestellt.